# Kannami
Kannami (jap. 函南町 Kannami-chō) – miasto w Japonii, na wyspie Honsiu, w prefekturze Shizuoka. Według danych na rok 2020 miejscowość zamieszkiwało 36 794 mieszkańców , a gęstość zaludnienia wyniosła 564,7 os./km².